# Rob Andrews
Pour les articles homonymes, voir Robert Andrews et Andrews.
Robert Ernest Andrews est un homme politique américain né le 4 août 1957. Membre du Parti démocrate, il représente le New Jersey à la Chambre des représentants des États-Unis de 1990 à 2014.

## Biographie
Rob Andrews est diplômé de l'université Bucknell en 1979 puis de la faculté de droit de Cornell en 1982. Il siège au conseil du comté de Camden à partir de 1986 et en prend la direction en 1988.
En 1990, Andrews se présente à la Chambre des représentants des États-Unis dans le 1er district du New Jersey, pour succéder à James Florio, élu gouverneur. Il est élu représentant avec 54 % des suffrages face au conseiller républicain du comté de Gloucester Dan Mangini. De 1992 à 2012, il est réélu tous les deux ans, sans jamais réunir moins de 62 % des voix.
Andrews est candidat au poste de gouverneur du New Jersey en 1997. Il est cependant battu de quelques milliers de voix par James McGreevey lors des primaires démocrates. En 2008, il se présente aux élections sénatoriales face au démocrate sortant Frank Lautenberg. Lautenberg remporte facilement la primaire avec 58 % des suffrages contre 36 % pour Andrews.
En 2012, Andrews est accusé d'avoir enfreint les règles d'éthiques du Congrès en utilisant des fonds de campagne pour des voyages personnels. En février 2014, il annonce sa démission du Congrès pour rejoindre un cabinet d'avocats de Philadelphie.